# Rede Brasileira de Direito e Literatura
O Rede Brasileira de Direito e Literatura (RDL) é uma organização não governamental brasileira que reúne professores e pesquisadores envolvidos com a pesquisa das relação entre o Direito e a Literatura, fundada em 2014 pelos juristas André Karam Trindade, Henriete Karam, Lenio Luiz Streck, Angela A. S. Espíndola, Fausto Santos de Morais e Luis Rosenfield, em Porto Alegre/RS, que vem contribuindo para o desenvolvimento da pesquisa jurídica e do campo Direito e literatura no Brasil.
Desde sua criação, em 2014, a RDL organiza e promove encontros e congressos sobre a abordagem Direito e Literatura.
Além de seus eventos acadêmicos, a RDL edita um periódico especializado em Direito e Literatura chamado de Anamorphosis - Revista Internacional de Direito e Literatura, classificada pelo Qualis no extrato A2.
Esta rede de pesquisa é responsável pela produção do programa Direito & Literatura que é transmitido pela TV Justiça, emissora administrada pelo Supremo Tribunal Federal, na qual a RDL atua em parceria com a TV Unisinos e o Programa de Pós-Graduação em Direito da Unisinos.

## Administração
A Diretoria da RDL é composta pelos seguintes cargos de administração:
- Presidência;
- Vice-Presidência;
- Secretaria Executiva;
- Secretaria Administrativa;
- Diretora Financeira.

Os ocupantes desses cargos administrativos exercem mandato por dois anos. 

## Anamorphosis
A Anamorphosis - Revista Internacional de Direito e Literatura é um periódico científico multilíngue editado pela RDL que é especializado na publicação de artigos e trabalhos acadêmicos baseados na abordagem Direito e literatura.
O primeiro número do periódico foi publicado em 2015, estando atualmente classificada pelo Qualis da CAPES no extrato A2..
O Conselho Científico da revista é composto por diversos juristas estudiosos da área, tais como os doutores Carlos María Cárcova (Universidade de Buenos Aires, Argentina), Cristiano Paixão (FD-UNB), Joana de Aguiar e Silva (Universidade do Minho, Portugal), Lenio Streck (UNISINOS), Paulo Ferreira da Cunha (Universidade do Porto, Portugal) e Vera Karam de Chueiri (UFPR).